# کاظم بلوچی
کاظم بلوچی (زاده ۱۳۳۵ در شیراز) کارگردان، فیلم‌نامه‌نویس و بازیگر ایرانی است. 
بلوچی فارغ‌التحصیل بازیگری و کارگردانی تئاتر از دانشکده سینما تئاتر دانشگاه هنر است. 
وی فعالیت هنری خود را با بازی در تئاتر «ساکت» به کارگردانی جعفر والی آغاز کرد. 
شروع کار وی در رادیو تلویزیون با بازی در برنامهٔ رادیویی «تئاتر هفته» و در سینما با ایفای نقشی کوتاه در فیلم گزارش عباس کیارستمی آغاز شد.

## بازیگر

### تلویزیونی
- سلام آقای مدیر (۱۳۹۸)
- هملت و دن کیشوت (تئاتر، سالن اصلی تئاتر شهر، ۱۳۹۶)[۲]
- آنام (۱۳۹۶)
- هاتف (۱۳۹۶)[۳]
- آرام می‌گیریم (۱۳۹۵)
- برادر (۱۳۹۵)
- آمین (۱۳۹۴)[۴]
- لبه آتش (۱۳۹۰)
- آشپزباشی (۱۳۸۸)
- میوه ممنوعه (۱۳۸۶)
- زیر تیغ (۱۳۸۵)
- راز یک خزان (۱۳۷۷)
- عیاران (۱۳۷۴)
- حکایت آن مرد که خواب دید (فیلم-نمایش تلویزیونی، ۱۳۷۰)
- نهضت‌های آزادی‌بخش (۱۳۶۵)
- دست بالای دست (تله‌تئاتر، ۱۳۶۴)

### سینمایی
- رؤیای سینما (۱۳۹۰)
- پاریس تا پاریس (۱۳۸۹)
- آذرخش (۱۳۷۱)
- سیاه راه (۱۳۶۳)
- شب مکافات (۱۳۶۳)
- صاعقه (۱۳۶۳)

## کارگردانی
- هنوز زنده‌ایم (فیلم تلویزیونی، ۱۳۹۱)[۵]
- وقت خوب بیداری (فیلم تلویزیونی، ۱۳۹۰)[۶]
- وارث (مجموعه تلویزیونی، ۱۳۸۲)
- نسیم رؤیا (مجموعه تلویزیونی، ۱۳۸۱)
- چراغ‌های خاموش (مجموعه تلویزیونی، ۱۳۸۰)[۷]
- میگی نه؟ نگاه کن! (مجموعه تلویزیونی، ۱۳۷۸)
- عیاران (مجموعه تلویزیونی، ۱۳۷۴)
- کوچه و موزه (۱۳۷۳)
- مغازه آقای ساعتچی (۱۳۷۲)
- حماسه ایثار (مجموعه تلویزیونی، ۱۳۷۱)
- حکایت آن مرد که خواب دید (فیلم-نمایش تلویزیونی، ۱۳۷۰)
- ارثیه (۱۳۶۷)

### فیلمنامه‌نویسی
- بل‍وچ‍ی، کاظم، ژن‍وس‍ای‍د: ف‍ی‍ل‍م‍ن‍ام‍ه، ت‍ه‍ران: ن‍ش‍ر ب‍رگ، ۱۳۷۱.